# Notre-Dame-de-Monts

Notre-Dame-de-Monts este o comună în departamentul Vendée, Franța. În 2009 avea o populație de 1,866 de locuitori.